# Herbert Holba
Herbert Holba (Vienna, 7 maggio 1932 – Vienna, 26 ottobre 1994) è stato un regista austriaco.
Ha diretto cinque film tra il 1961 e il 1971 e un suo film, Die ersten Tage, è stato presentato al 21º Festival internazionale del cinema di Berlino.

## Filmografia
- Die ersten Tage (1971)